# Scandinavia (Wisconsin)
Scandinavia – miasto w Stanach Zjednoczonych, w stanie Wisconsin, w hrabstwie Waupaca.